# Jacobus Colyer
Jacobus Colyer (ur. 1657, zm. 1725) był holenderskim politykiem i dyplomatą.
Od roku 1699 nosił tytuł hrabiego Świętego Cesarstwa Rzymskiego Narodu Niemieckiego. W latach   1688–1725 pełnił funkcję ambasadora Holandii na dworze sułtana Turcji.  